# David Autos Fabricación

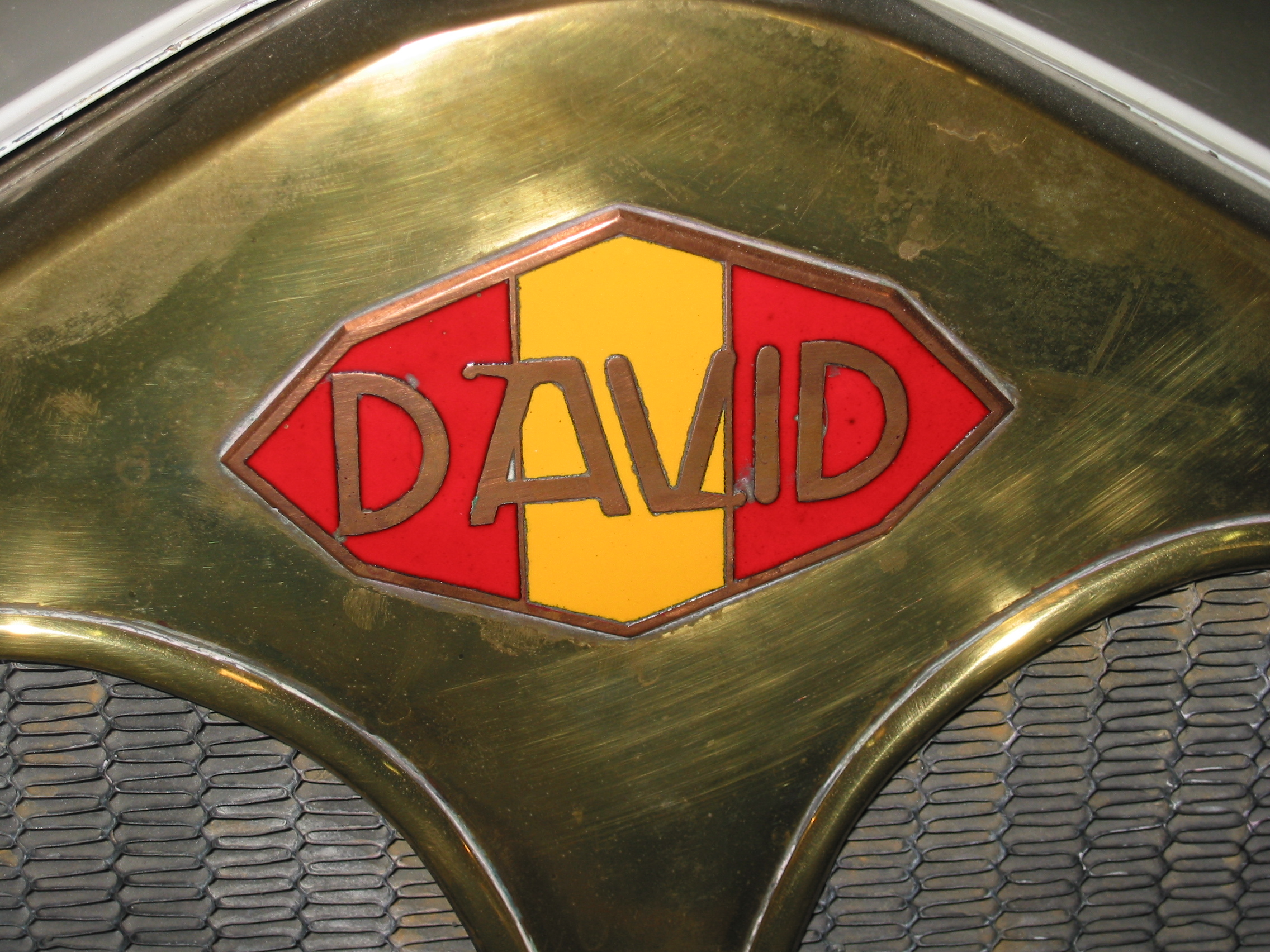
Emblem 1917

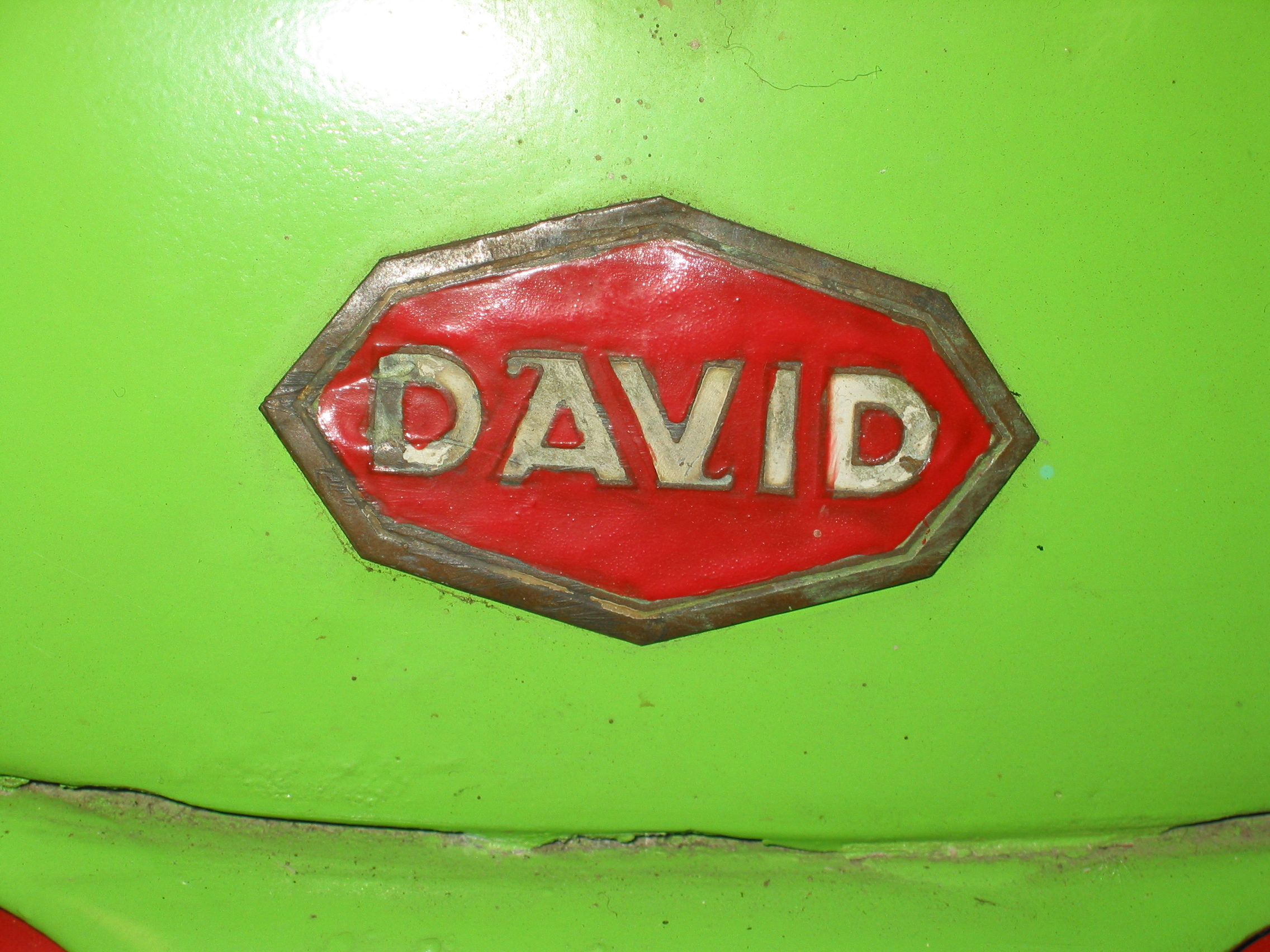
Emblem 1954

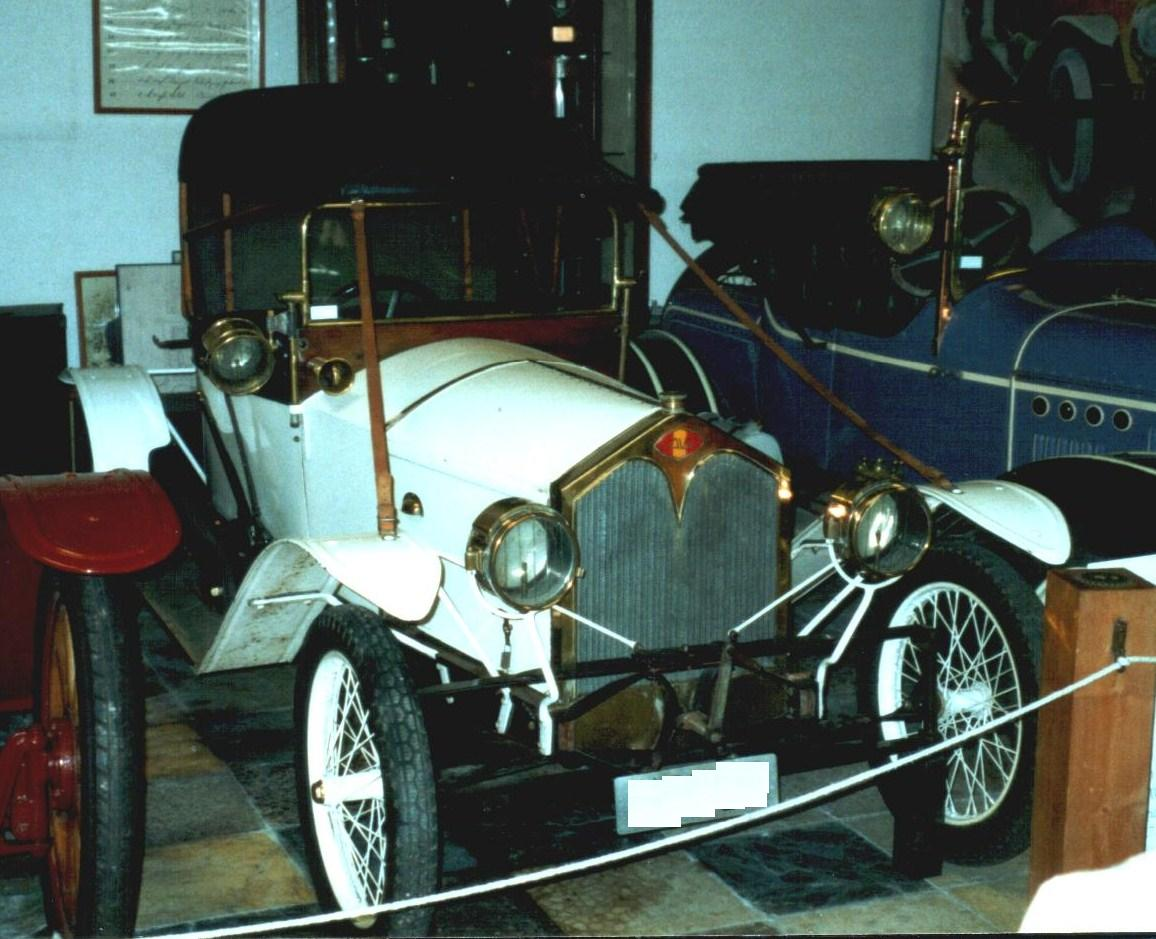
David 1917

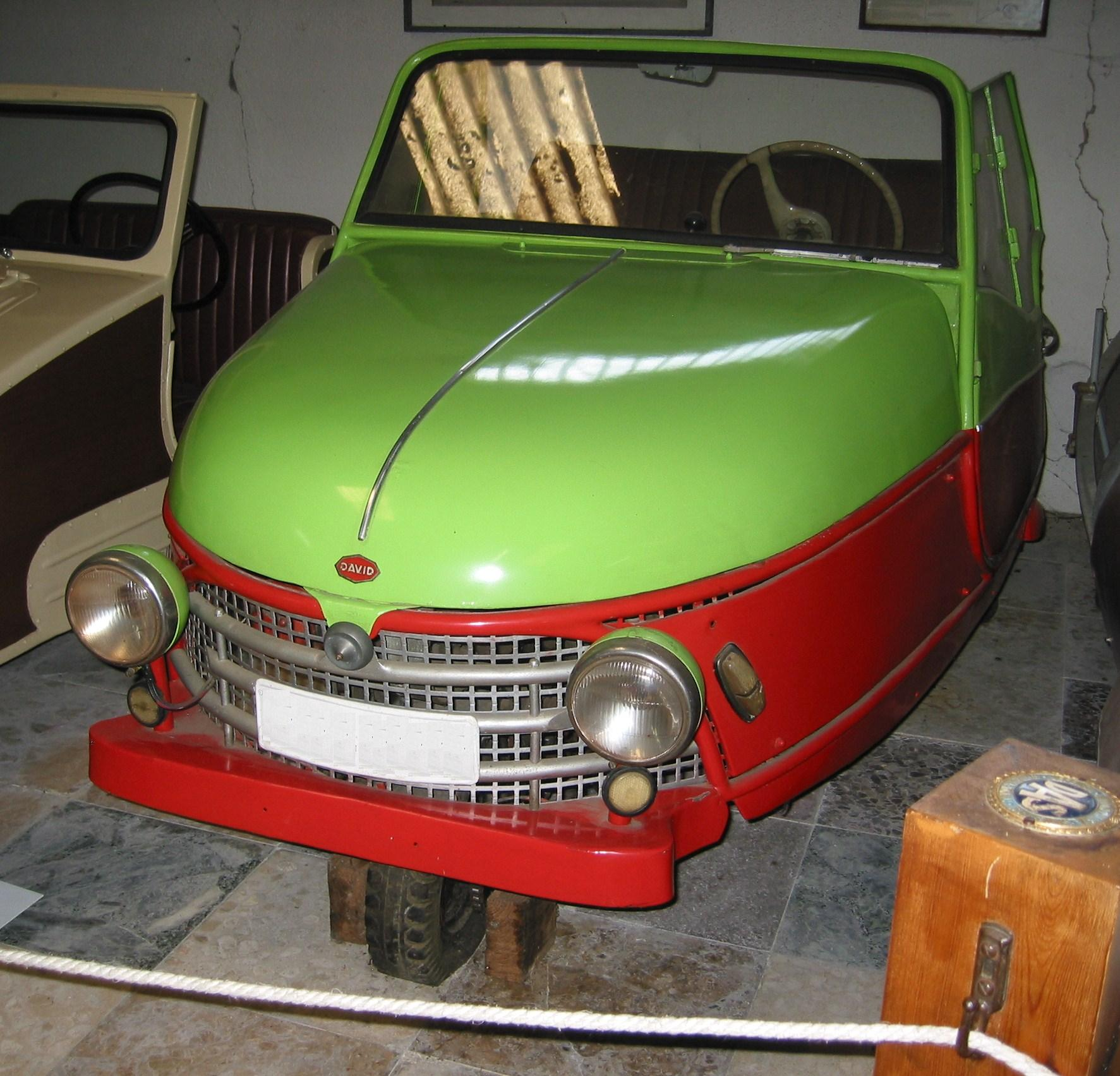
David 1954

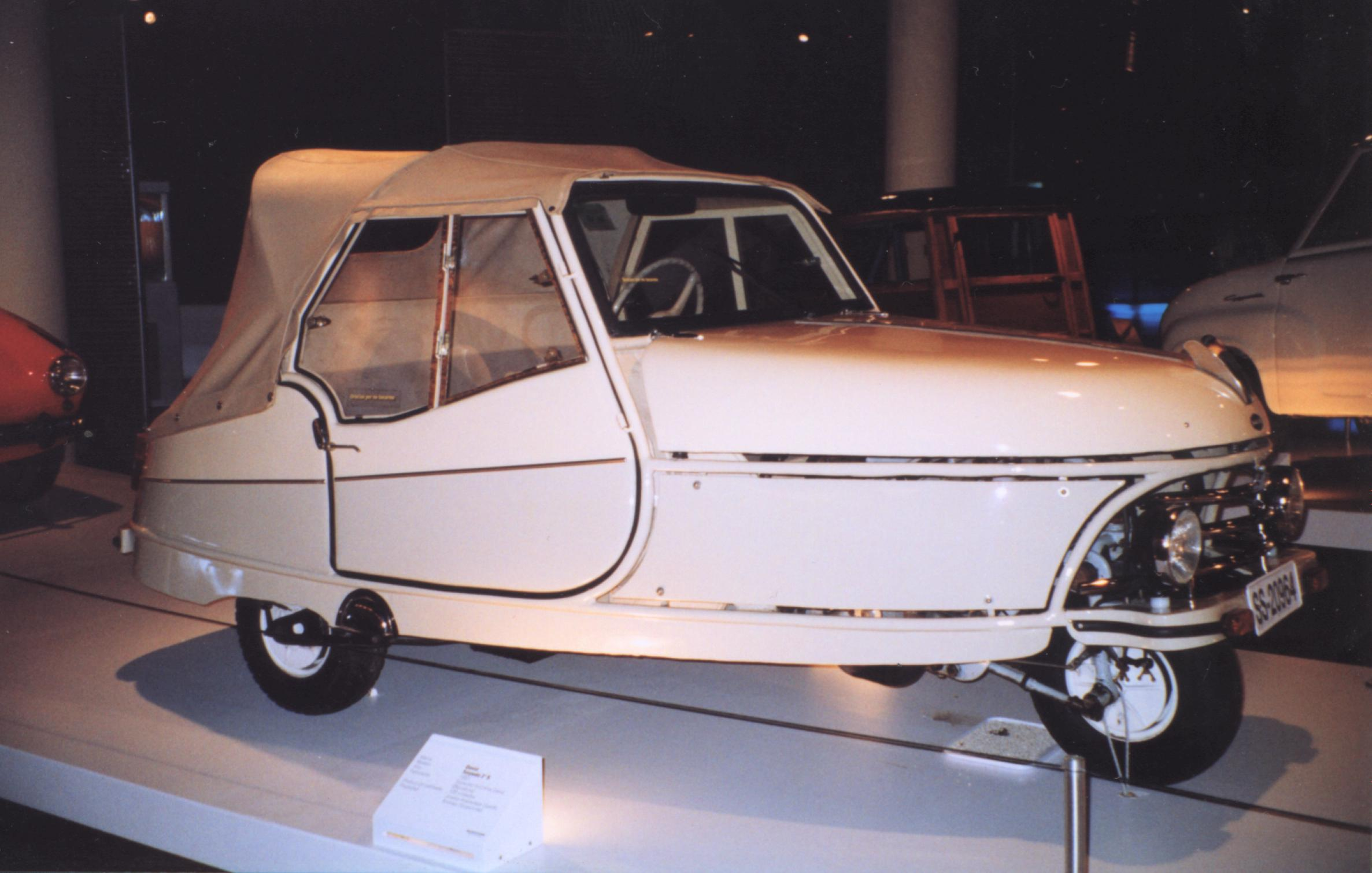
David Torpedo 2 S

Namensaktie über 5000 Pesetas der David Autos Fabricación SA vom 20. Januar 1956

Die David Autos Fabricación SA  war ein spanischer Automobilhersteller mit Sitz in Barcelona. Er stellte von 1913 bis 1923 Cyclecars und von 1951 bis 1957 Leichtfahrzeuge her.

## Cyclecars und Taxis
Die Anfang des 20. Jahrhunderts gefertigten Cyclecars waren von José Maria Armangué konstruiert und besaßen einen Einzylindermotor, der 6–8 PS (4,4–5,9 kW) lieferte, oder einen Vierzylindermotor mit 10–12 PS (7,4–8,8 kW). Sie waren mit einem verstellbaren Riemenantrieb ausgestattet, der den Wagen 16 Fahrstufen verlieh. Nur die vorderen Räder waren gebremst. Hauptsächlich wurden offene Zweisitzer hergestellt, aber es gab auch Modelle mit 3 Sitzen und geschlossene Karosserien. 1923 wurde die Cyclecar-Fertigung offensichtlich eingestellt. Fortan stellte die Gesellschaft Taxiaufbauten für Citroën-Fahrgestelle her und vertrieb sie in Spanien.

## Leichtfahrzeuge
Die Herstellung ganzer Automobile begann 1951 wieder. Es wurde eine neue Generation von komplett selbst entwickelten, dreirädrigen Fahrzeugen gebaut. Ihr Einzylinder-Zweitaktmotor mit 345 cm³ Hubraum leistete 10 PS (7,4 kW). Er bildete zusammen mit dem Dreigang-Stirnradgetriebe (mit Rückwärtsgang) eine Einheit mit dem Vorderrad, sodass Motor und Getriebe beim Lenken mitdrehten. Alle Räder waren an Blattfedern aufgehängt (vorne Dreiviertel-Elliptik). Es gab ein großes PKW-Lenkrad und der Schalthebel im Armaturenbrett wurde in einer H-Kulisse geführt. Die Bremskabel zu den hinteren Rädern wurden außen geführt. Es waren verschiedene Karosserien lieferbar, die meisten für leichte Nutzfahrzeuge.
In sieben Jahren entstanden nur etwa 75 Kleinwagen.